# Fédération de Guinée-Bissau de basket-ball
La Fédération de Guinée-Bissau de basket-ball est une association, fondée en 1994, chargée d'organiser, de diriger et de développer le basket-ball en Guinée-Bissau.
La Fédération représente le basket-ball auprès des pouvoirs publics ainsi qu'auprès des organismes sportifs nationaux et internationaux et, à ce titre, la Guinée-Bissau dans les compétitions internationales. Elle défend également les intérêts moraux et matériels du basket-ball bissau-guinéen. Elle est affiliée à la FIBA depuis 1994, ainsi qu'à la FIBA Afrique.
La Fédération organise également le championnat national.